# Acrolophus macrozancla
Acrolophus macrozancla är en fjärilsart som beskrevs av Edward Meyrick 1922/23. Acrolophus macrozancla ingår i släktet Acrolophus och familjen Acrolophidae. Inga underarter finns listade i Catalogue of Life.